# Mariage homosexuel aux États-Unis

Reconnaissance de mariage homosexuel aux États-Unis:
Mariage homosexuel effectué
Reconnaissance des mariages homosexuels étrangers
Pas de reconnaissance (tirets : juridiction mixte)

Évolution de la reconnaissance du mariage des couples de même sexe aux États-Unis. Le 26 juin 2015, le mariage des couples de même sexe est légal dans l'ensemble des 50 États.

Depuis le 26 juin 2015, le mariage homosexuel est reconnu juridiquement dans tous les États des États-Unis.
Au 1er janvier 2014, les constitutions de 27 États (Alabama, Alaska, Arizona, Arkansas, Colorado, Floride, Géorgie, Idaho, Kansas, Kentucky, Louisiane, Michigan, Mississippi, Missouri, Montana, Nebraska, Nevada, Caroline du Nord, Dakota du Nord, Ohio, Oklahoma, Oregon, Caroline du Sud, Dakota du Sud, Tennessee, Texas, Virginie) interdisaient le mariage homosexuel. Après l'avoir judiciairement autorisé puis constitutionnellement interdit en 2008, la Californie autorise de nouveau depuis juin 2013 le mariage homosexuel à la suite d'une décision de la Cour suprême. La décision judiciaire d'autoriser en décembre 2013 le mariage homosexuel dans l'Utah, le 28e État à l'interdire à la suite de l'adoption par référendum d'un amendement constitutionnel, a été suspendue en janvier 2014 par la même Cour suprême à la suite d'un recours suspensif par les autorités exécutives de l'État. À la suite de la décision de la Cour suprême de ne pas instruire les appels formés contre les décisions de diverses cours d'appel fédérales, le nombre d'États autorisant ce mariage est en forte augmentation en octobre 2014.
Le mariage homosexuel se classe parmi les sujets les plus controversés sur le plan politique aux États-Unis. Plusieurs personnalités politiques ont prôné un amendement constitutionnel fédéral qui interdirait ce type de mariage, notamment après la décision Baehr v. Miike de 1993[réf. souhaitée]. 
La législation sur le mariage est de la compétence des États fédérés. Au plan fédéral, le Defense of Marriage Act de 1996, ou DOMA, soit la « loi de Défense du mariage », définissait celui-ci comme l'union d'un homme et d'une femme et limitait les droits conjugaux et la reconnaissance de l'union maritale entre deux personnes aux seuls couples hétérosexuels dans tout le pays. Le 26 juin 2013, la Cour suprême a invalidé partiellement le DOMA. 
En 2004, 62 % des Américains étaient favorables à la reconnaissance d’un statut légal des unions homosexuelles (mariage ou union civile). Plus précisément, en 2008, si 52 % des Américains sont hostiles au mariage homosexuel proprement dit, il n'y a que 29 % d'entre eux qui se déclarent totalement opposés à la moindre reconnaissance de statut légal aux unions homosexuelles. 
Durant l’année 2004, plusieurs comtés et municipalités (dont San Francisco sous le mandat du maire Gavin Newsom et Portland) ont entrepris de solenniser des mariages homosexuels contre le gré des gouvernements de leurs États. Les résultats légaux ont alors varié, mais la plupart de ces actions ont été annulées par décisions judiciaires ultérieures. Si des formes d’union civile entre homosexuels sont légales dans certains États, la majorité sexuelle requise pour avoir des relations homosexuelles peut également faire l'objet de législations particulières selon les États. Ainsi, des unions civiles ou des partenariats domestiques ont été légalisés dans quatre États (Colorado, Oregon, Nevada, Wisconsin). 
En mai 2013, selon l'association Human Rights Campaign, 50 millions d'Américains vivaient dans un des dix États, en plus du district fédéral, reconnaissant le mariage homosexuel, ou dans le district fédéral. Ils sont 17 États en janvier 2014 à reconnaître ce type d'union.
Le 26 juin 2015, la Cour suprême décide (Obergefell v. Hodges) que les couples homosexuels peuvent se marier dans l'ensemble du pays, et que les États qui ne reconnaissaient pas jusqu'ici le mariage homosexuel devront non seulement accepter de marier les couples homosexuels, mais également reconnaître une union homosexuelle si elle a été célébrée dans un autre État,.

## Tableau récapitulatif
| No | État                  | Population  | Vote / Décision   | Date d’adoption    |
| -- | --------------------- | ----------- | ----------------- | ------------------ |
| 1  | Massachusetts         | 6 692 824   | 18 novembre 2003  | 17 mai 2004        |
| 2  | Californie            | 38 332 521  | 15 mai 2008       | 28 juin 2013       |
| 3  | Connecticut           | 3 596 080   | 10 octobre 2008   | 12 novembre 2008   |
| 4  | Iowa                  | 3 090 416   | 3 avril 2009      | 27 avril 2009      |
| 5  | Vermont               | 626 630     | 7 avril 2009      | 1er septembre 2009 |
| 6  | New Hampshire         | 1 323 459   | 3 juin 2009       | 1er janvier 2010   |
| -  | Washington D.C.       | 646 449     | 18 décembre 2009  | 9 mars 2010        |
| 7  | New York              | 19 651 127  | 24 juin 2011      | 24 juillet 2011    |
| 8  | Washington            | 6 971 406   | 6 novembre 2012   | 6 décembre 2012    |
| 9  | Maine                 | 1 328 302   | 6 novembre 2012   | 29 décembre 2012   |
| 10 | Maryland              | 5 928 814   | 6 novembre 2012   | 1er janvier 2013   |
| 11 | Rhode Island          | 1 051 511   | 2 mai 2013        | 1er août 2013      |
| 12 | Delaware              | 925 749     | 7 mai 2013        | 1er juillet 2013   |
| 13 | Minnesota             | 5 420 380   | 14 mai 2013       | 1er août 2013      |
| 14 | New Jersey            | 8 899 339   | 27 septembre 2013 | 21 octobre 2013    |
| 15 | Hawaï                 | 1 404 054   | 13 novembre 2013  | 2 décembre 2013    |
| 16 | Illinois              | 12 882 135  | 20 novembre 2013  | 1er juin 2014      |
| 17 | Nouveau-Mexique       | 2 085 287   | 19 décembre 2013  | 19 décembre 2013   |
| 18 | Oregon                | 3 930 065   | 19 mai 2014       | 19 mai 2014        |
| 19 | Pennsylvanie          | 12 773 801  | 20 mai 2014       | 20 mai 2014        |
| 20 | Utah                  | 2 900 872   | 25 juin 2014      | 6 octobre 2014     |
| 21 | Oklahoma              | 3 814 820   | 18 juillet 2014   | 6 octobre 2014     |
| 22 | Virginie              | 8 260 405   | 28 juillet 2014   | 6 octobre 2014     |
| 23 | Wisconsin             | 5 742 713   | 4 septembre 2014  | 6 octobre 2014     |
| 24 | Indiana               | 6 570 902   | 4 septembre 2014  | 6 octobre 2014     |
| 25 | Colorado              | 5 268 367   | 9 juillet 2014    | 7 octobre 2014     |
| 26 | Nevada                | 2 790 136   | 7 octobre 2014    | 9 octobre 2014     |
| 27 | Idaho                 | 1 612 136   | 7 octobre 2014    | 15 octobre 2014    |
| 28 | Virginie-Occidentale  | 1 854 304   | 9 octobre 2014    | 9 octobre 2014     |
| 29 | Caroline du Nord      | 9 848 060   | 10 octobre 2014   | 10 octobre 2014    |
| 30 | Alaska                | 735 132     | 12 octobre 2014   | 17 octobre 2014    |
| 31 | Arizona               | 6 626 624   | 17 octobre 2014   | 17 octobre 2014    |
| 32 | Wyoming               | 582 658     | 17 octobre 2014   | 21 octobre 2014    |
| 33 | Kansas                | 2 893 957   | 4 novembre 2014   | 12 novembre 2014   |
| 34 | Montana               | 1 015 165   | 19 novembre 2014  | 19 novembre 2014   |
| 35 | Caroline du Sud       | 4 826 821   | 20 novembre 2014  | 20 novembre 2014   |
| 36 | Floride               | 19 893 297  | 21 août 2014      | 6 janvier 2015     |
| 37 | Alabama               | 4 779 736   | 23 janvier 2015   | 9 février 2015     |
|    | États-Unis [national] | 321 282 000 | 26 juin 2015      | 26 juin 2015       |

## États favorables avant le 26 juin 2015
- Le Massachusetts, en Nouvelle-Angleterre, est le premier État américain à légaliser le mariage homosexuel. À la suite d'une décision de la Cour suprême de l'État en novembre 2003, la législature du Massachusetts légalise le mariage homosexuel le 17 mai 2004.
- Le Connecticut, en Nouvelle-Angleterre, est le deuxième État américain qui légalise le mariage pour les couples de même sexe le 10 octobre 2008. Entrée en vigueur le 12 novembre suivant, cette reconnaissance est issue d'une décision de la Cour suprême du Connecticut, qui, par quatre voix contre trois, a estimé que la loi limitant le mariage aux seuls couples hétérosexuels présentait un caractère discriminatoire[11].
- L'Iowa, État du centre du pays, autorise les mariages homosexuels le 27 avril 2009. Ce sont les sept juges de la Cour suprême de l'État qui ont imposé unanimement le 4 avril précédent la légalisation des mariages homosexuels, estimant que le fait de limiter les mariages à un homme et une femme violait la constitution de l'État. Lors des élections de novembre 2010, trois de ces juges de la Cour suprême ont fait l'objet d'un référendum révocatoire. Ce système d'adoubement populaire par les électeurs de l'Iowa a débouché sur l'éviction de ces trois juges après une campagne axée sur leur décision relative au mariage homosexuel[12] tandis qu'un gouverneur opposé au mariage homosexuel était élu. En février 2011, la Chambre des représentants de l'Iowa a voté par 62 voix contre 37 une résolution proposant d'amender la Constitution en intégrant un article réservant le mariage uniquement aux couples de sexe opposé[13]. Pour des raisons de procédure, la résolution qui n'était pas inscrite à l'ordre du jour du Sénat n'a pas été examinée au cours de la session régulière de la chambre haute et doit être représentée lors d'une prochaine session du Congrès.
- Le New Hampshire, État réputé le plus conservateur de Nouvelle-Angleterre, légalise pourtant le mariage homosexuel en  juin 2009, décision qui entre en vigueur le 1er janvier 2010.
- Le Maine sauf entre 2009 et 2012 où un premier référendum l'avait provisoirement interdit.
- Le Vermont, en Nouvelle-Angleterre, est le premier État à reconnaitre, en 1999, les unions civiles entre couples homosexuels et à établir des droits identiques à ceux du mariage hétérosexuel[14]. En  septembre 2009, et malgré le veto du gouverneur de l'État Jim Douglas, le Vermont devient le premier État à autoriser le mariage homosexuel par la voie législative et non à la suite d'une injonction judiciaire.
- Le district fédéral de Washington, D.C. reconnait les mariages homosexuels en  décembre 2009 et obtient l'autorisation de les célébrer en mars 2010[15].
- L'État de New York reconnait le mariage entre personnes de même sexe le 24 juin 2011, par un vote du Sénat à 33 voix contre 29[16].
- L'État de Washington vote la légalisation du mariage entre deux hommes ou deux femmes le 8 février 2012[17], mais son entrée en vigueur est stoppée le 6 juin suivant par une pétition populaire obligeant l'État à organiser un référendum pour pouvoir légaliser ce mariage[18]. Ce référendum est approuvé le 6 novembre 2012.
- Le Maryland vote la légalisation du mariage gay et lesbien le 23 février 2012[19]. Son entrée en vigueur est prévue pour l'été suivant à moins qu'une pétition référendaire n'oblige les électeurs à se prononcer. Le 6 novembre, ceux-ci votent favorablement lors du référendum et le Maryland devient le neuvième État à mettre en œuvre le mariage entre personnes du même sexe à compter du 1er janvier 2013.
- Le Rhode Island devient le dixième État à autoriser le mariage gay et lesbien le 2 mai 2013, avec le rétablissement du mariage dans le Maine, toute la Nouvelle-Angleterre l'autorise avec ce petit État d'un million d'habitants[20].
- Le Delaware est le onzième État à autoriser le mariage homosexuel cinq jours plus tard, le 7 mai 2013[21].
- Le Minnesota devient le douzième État avec un vote du Sénat à 37 pour et 30 contre le 13 mai 2013[22],[23].
- La Californie devient le treizième État à autoriser le mariage homosexuel, le 28 juin 2013, après décision judiciaire invalidant la Proposition 8, un amendement constitutionnel approuvé par référendum en 2008 qui définissait le mariage comme étant l'union entre un homme et une femme, revenant sur une décision judiciaire de l'État validant le mariage gai en mai 2008[2].
- Le New Jersey est le quatorzième État, à la suite d'une décision de justice du 28 septembre 2013[24]. En 2010, les parlementaires de l'État de New York, puis les parlementaires de l'État du New Jersey avaient rejeté des projets de loi visant à autoriser les mariages homosexuels, bien qu'au mois d'octobre 2006 la Cour suprême du New Jersey avait imposé au législateur de l’État de modifier la législation sur le mariage[25] afin de reconnaître le droit des couples homosexuels à bénéficier de tous les avantages offerts aux couples mariés hétérosexuels. La Cour laissa la liberté au législateur de choisir entre le mariage homosexuel (comme le Massachusetts depuis 2004) et un nouveau système d’union civile (comme dans le Vermont et le Connecticut). Le 17 février 2012, le gouverneur républicain, Chris Christie, avait opposé son veto à un projet de loi légalisant le mariage homosexuel[1]. Toutefois, le 21 octobre 2013, un juge imposait cette légalisation. Le gouverneur renonça à faire appel devant la Cour suprême du New Jersey, estimant qu'elle ne lui donnerait pas raison[24],[26].
- Hawaï devient le quinzième État à autoriser le mariage homosexuel. Le Sénat a adopté par 19 voix contre 4 une loi de reconnaissance le 12 novembre 2013[27] et celle-ci a été promulguée le lendemain par le gouverneur démocrate Neil Abercrombie[28].
- L'Illinois est le seizième État à reconnaitre le mariage homosexuel après qu'une loi a été votée le 5 novembre 2013[29] et promulguée le 19 novembre 2013 par le gouverneur Pat Quinn. Le texte entrera en vigueur le 1er juin 2014[30].
- Le Nouveau-Mexique devient le dix-septième État à ouvrir le mariage aux couples de même sexe, le 19 décembre 2013, par décision de la Cour suprême de l'État au motif que rien dans la constitution du Nouveau-Mexique ne s'y oppose. La gouverneure républicaine, Susana Martinez, opposée au mariage pour toutes et tous, appelle néanmoins au respect de la décision judiciaire[31].
- L'Oregon indique légaliser le mariage entre deux personnes de même sexe après décision judiciaire le 19 mai 2014.
- La Pennsylvanie le fait après une décision semblable le lendemain, le gouverneur et le procureur général refusant de faire appel de la décision.
- Le 6 octobre 2014, la Cour suprême a exprimé son refus d'examiner la question du mariage entre personnes de même sexe dans les États de la Virginie, de l'Oklahoma, de l'Utah, du Wisconsin et de l'Indiana[32].

## Référendums révocatoires des décisions favorables au mariage homosexuel
- En  mai 2008, la Cour suprême de Californie se prononce en faveur du mariage homosexuel[33]. Les premiers mariages sont célébrés le 16 juin 2008. Un référendum d'initiative populaire est cependant organisé le 4 novembre 2008 pour que les Californiens se prononcent sur un amendement à la Constitution de l'État de Californie définissant le mariage comme étant l'union entre un homme et une femme (Proposition 8)[34]. Dans un sondage de l'institut Field réalisé le 28 mai 2008, 52 % des Californiens interrogés se déclaraient favorables aux unions homosexuelles[34]. Pourtant, les résultats du référendum conduisent à l'annulation de la décision de la Cour suprême de l'État, avec 52 % des suffrages, et à l'adoption de cet amendement constitutionnel interdisant le mariage homosexuel[35]. Si la Proposition 8 n'annule pas d'emblée les mariages homosexuels déjà réalisés, elle empêche toute célébration future[36]. En août 2010, saisi par un couple de lesbiennes au sujet du mariage homosexuel, un juge fédéral, Vaughn Walker, déclare que la proposition 8 n'est pas conforme à la Constitution des États-Unis[37]. Cette décision est à son tour contestée en appel par le comté d'Imperial[38]. La Cour suprême des États-Unis valide en juin 2013 le mariage homosexuel dans cet État au nom des mariages déjà célébrés, non annulés, et pour maintenir le principe d'égalité devant la loi.
- Le 3 novembre 2009, par 53 % des voix, les électeurs du Maine annulent une loi de l'État qui avait autorisé le mariage homosexuel[39]. Lors du référendum du 6 novembre 2012, les électeurs du Maine rétablissent le mariage homosexuel tel que prévu par cette loi.

## Interdictions constitutionnelles ou législatives
- Le 5 octobre 2004, la Louisiane introduit un amendement constitutionnel interdisant le mariage homosexuel et les unions civiles homosexuelles[1].
- Le 2 novembre 2004, onze États adoptent par référendum des amendements constitutionnels définissant le mariage comme étant uniquement l'union entre un homme et une femme : Arkansas, Géorgie, Kentucky, Michigan, Mississippi, Montana, Dakota du Nord, Ohio, Oklahoma, Oregon et Utah[1].
- Le 14 avril 2005, en Oregon, la Cour suprême de l'État annule 3 000 mariages homosexuels célébrés dans le comté de Multnomah (incluant la ville de Portland).
- Le 8 novembre 2005, par référendum, le Texas devient le 19e État à adopter un amendement constitutionnel qui interdit le mariage homosexuel[1].
- Le 6 juin 2006, les électeurs de l'Alabama valident un amendement constitutionnel interdisant le mariage homosexuel[1].
- Le 7 novembre 2006, des amendements constitutionnels interdisant le mariage homosexuel sont adoptés par voie référendaire dans sept États : le Colorado, l'Idaho, la Caroline du Sud, le Dakota du Sud, le Tennessee, la Virginie et le Wisconsin[1].
- Le 4 novembre 2008, l'Arizona et la Floride se prononcent par référendum sur des amendements constitutionnels visant à interdire le mariage homosexuel. Les électeurs de l'Arizona et de Floride votent à une conséquente majorité pour l'interdiction constitutionnelle du mariage homosexuel (à respectivement 56 % et 62 % des suffrages)[40].
- En Arkansas, État où le mariage homosexuel n'est pas reconnu, 57 % des électeurs ont validé un amendement prévoyant l'interdiction d'adoption d'enfants par les couples non mariés, visant implicitement les couples homosexuels[41].
- Le 8 mai 2012, les électeurs de Caroline du Nord approuvent à plus de 60 % un amendement constitutionnel interdisant le mariage entre deux personnes du même sexe[42].

## Situation judiciairement suspendue
L'Utah était devenu le dix-huitième État à ouvrir le mariage aux couples de même sexe, après qu'un juge fédéral, Robert Shelby, nommé à ce poste en 2012 par Barack Obama, eut jugé le 20 décembre 2013, que la loi constitutionnelle, adoptée par référendum en 2004 et définissant le mariage comme l'union d'un homme et une femme en restreignant toute autre forme d'union civile, était inconstitutionnelle. Le gouverneur Gary Herbert, avait qualifié le juge Shelby de militant, et avait indiqué que sa décision avait créé une situation chaotique dans l'Utah. La légalisation de fait du mariage homosexuel suscita alors une vague de contestations, notamment de la part de l'importante communauté mormone vivant dans cet État. Le gouverneur avait fait appel et déposé un recours suspensif pour empêcher la délivrance de certificats de mariage durant la procédure d'appel, ce qui lui avait été refusé. De son côté, le ministre de la Justice de l'Utah a porté l'affaire devant la Cour suprême des États-Unis pour faire rétablir l'amendement constitutionnel voté en 2004 par les citoyens de l'Utah,. À l'époque, l'amendement constitutionnel définissant le mariage avait été adopté par 65,8 % des votes exprimés. Le 6 janvier 2014, la juge chargée du dossier à la Cour suprême accepte la demande des autorités exécutives de l'Utah et suspend la délivrance des certificats de mariage aux homosexuels, le temps qu'une décision soit rendue en appel. C'est le cas également pour l'Oklahoma, le Texas, l'Arkansas, la Virginie, le Michigan et l'Idaho.

## Évolutions de la position du gouvernement américain
Sous le mandat du président George W. Bush, l'hypothèse qu'un amendement constitutionnel puisse limiter le mariage aux couples de sexes différents fut évoquée, mais la procédure se révélait complexe, nécessitant des majorités qualifiées et des ratifications par les législatures des États sans parler du fait que le sujet divisait aussi le Parti républicain. Ainsi, Mary Cheney, elle-même lesbienne et fille cadette du vice-président Dick Cheney, exprima son hostilité à cette éventualité sur la chaîne Fox News, proche des milieux républicains : « Cet amendement sur le mariage homosexuel revient à inscrire le principe de la discrimination dans la Constitution […] C’est une mauvaise loi. »
Le successeur de George W. Bush, le démocrate Barack Obama, a affirmé durant la campagne électorale de 2008 que les couples homosexuels méritaient les mêmes droits que les autres couples et se déclarait favorable aux unions civiles homosexuelles, mais pas au mariage homosexuel. Il affirma en 2010 que sa position évoluait « constamment » sur ce sujet. 
Le vice-président des États-Unis, Joe Biden, considère de son côté qu'un consensus national permettant d'aboutir au mariage homosexuel est « inévitable ». La Maison-Blanche est alors cependant plutôt favorable à l'établissement d'une union civile spécifique aux homosexuels, ouvrant les mêmes droits que le mariage, mais distincte du mariage, sur le modèle britannique tel qu'il se présente à ce jour.
Le 9 mai 2012, dans un entretien pour la chaîne ABC News, Barack Obama prend finalement position en faveur du mariage homosexuel.

## Territoires d'outre-mer
Les États-Unis possèdent des territoires d'outre-mer dans les Antilles et dans l'océan Pacifique, héritage de l'époque coloniale.
Début juin 2015, la Cour de district de Guam, en accord avec la jurisprudence de la Cour d'appel des États-Unis pour le neuvième circuit, statue que le mariage homosexuel est légal à Guam. L'affaire avait été portée par un couple de femmes qui s'étaient vu refuser le droit de se marier. La décision de la Cour prend effet le 9 juin. Guam, territoire non incorporé des États-Unis, est le premier territoire d'outre-mer américain à légaliser le mariage pour couples de même sexe, faisant suite à trente-six États des États-Unis ainsi qu'à Washington (District de Columbia),. Peu après la décision Obergefell v. Hodges, c'est au tour de Porto Rico de rendre légal le mariage homosexuel.

## Communautés amérindiennes
Les communautés amérindiennes sont libres concernant la législation matrimoniale sur leurs territoires. De ce fait, le mariage entre personnes de même sexe n'est pas reconnu dans toutes les communautés amérindiennes.